# Saison 1987-1988 de la LIH
Saison précédente Saison suivante
La Saison 1987-1988 est la quarante-troisième saison de la ligue internationale de hockey.
Les Golden Eagles de Salt Lake remportent la Coupe Turner en battant les Spirits de Flint en série éliminatoire.

## Saison régulière
Avant le début de la saison régulière, les Generals de Saginaw prennent le nom des Hawks de Saginaw. De leur côté, les Checkers d'Indianapolis sont vendus puis relocalisés pour devenir les Rangers du Colorado.

### Classement de la saison régulière
Pour les significations des abréviations, voir Statistiques du hockey sur glace.
| Équipe                  | PJ | V  | D  | N | DP | PTS | Bp  | Bc  |
| ----------------------- | -- | -- | -- | - | -- | --- | --- | --- |
| Lumberjacks de Muskegon | 82 | 58 | 14 | 0 | 10 | 126 | 415 | 269 |
| Komets de Fort Wayne    | 82 | 48 | 30 | 0 | 4  | 100 | 343 | 310 |
| Hawks de Saginaw        | 82 | 45 | 30 | 0 | 7  | 97  | 325 | 294 |
| Spirits de Flint        | 82 | 42 | 31 | 0 | 9  | 93  | 395 | 289 |
| Wings de Kalamazoo      | 82 | 37 | 33 | 0 | 12 | 86  | 328 | 360 |

| Équipe                     | PJ | V  | D  | N | DP | PTS | Bp  | Bc  |
| -------------------------- | -- | -- | -- | - | -- | --- | --- | --- |
| Rangers du Colorado        | 82 | 44 | 35 | 0 | 3  | 91  | 344 | 354 |
| Golden Eagles de Salt Lake | 82 | 40 | 34 | 0 | 8  | 88  | 308 | 303 |
| Rivermen de Peoria         | 82 | 34 | 41 | 0 | 7  | 75  | 301 | 338 |
| Admirals de Milwaukee      | 82 | 21 | 54 | 0 | 7  | 49  | 288 | 430 |

### Meilleurs pointeurs
Nota : PJ = Parties Jouées, B  = Buts, A = Aides, Pts = Points
| Joueur           | Équipe     | PJ | B  | A   | Pts |
| ---------------- | ---------- | -- | -- | --- | --- |
| John Cullen      | Flint      | 81 | 48 | 109 | 157 |
| Dave Michayluk   | Muskegon   | 81 | 56 | 81  | 137 |
| Darren Lowe      | Flint      | 82 | 53 | 64  | 117 |
| Ron Handy        | Peoria     | 78 | 53 | 63  | 116 |
| Todd Elik        | Colorado   | 81 | 44 | 56  | 100 |
| Simon Wheeldon   | Colorado   | 69 | 45 | 54  | 99  |
| Mario Chitarroni | Flint      | 80 | 49 | 47  | 96  |
| Rich Chernomaz   | Salt Lake  | 73 | 48 | 47  | 95  |
| Jim Burton       | Fort Wayne | 80 | 13 | 74  | 87  |
| Bill Terry (en)  | Kalamazoo  | 77 | 31 | 54  | 85  |

## Séries éliminatoires
|  | Quarts de finale           | Quarts de finale           |                     |   | Demi-finales | Demi-finales |  |  | Finale | Finale |
|  | Quarts de finale           | Quarts de finale           |                     |   | Demi-finales | Demi-finales |  |  | Finale | Finale |
|  |                            |                            |                     |   |              |              |  |  |        |        |
|  |                            |                            |                     |   |              |              |  |  |        |        |
|  |                            |                            |                     |   |              |              |  |  |        |        |
|  | Spirits de Flint           | 4                          |                     |   |              |              |  |  |        |        |
|  | Spirits de Flint           | 4                          |                     |   |              |              |  |  |        |        |
|  | Lumberjacks de Muskegon    | 2                          |                     |   |              |              |  |  |        |        |
|  | Lumberjacks de Muskegon    | 2                          | Spirits de Flint    | 4 |              |              |  |  |        |        |
|  |                            |                            | Spirits de Flint    | 4 |              |              |  |  |        |        |
|  |                            | Hawks de Saginaw           | 0                   |   |              |              |  |  |        |        |
|  | Hawks de Saginaw           | Hawks de Saginaw           | 0                   | 4 |              |              |  |  |        |        |
|  | Hawks de Saginaw           |                            |                     | 4 |              |              |  |  |        |        |
|  | Komets de Fort Wayne       | 2                          |                     |   |              |              |  |  |        |        |
|  | Komets de Fort Wayne       | 2                          | Spirits de Flint    | 2 |              |              |  |  |        |        |
|  |                            |                            | Spirits de Flint    | 2 |              |              |  |  |        |        |
|  |                            | Golden Eagles de Salt Lake | 4                   |   |              |              |  |  |        |        |
|  | Ranger du Colorado         | Golden Eagles de Salt Lake | 4                   | 4 |              |              |  |  |        |        |
|  | Ranger du Colorado         |                            |                     | 4 |              |              |  |  |        |        |
|  | Wings de Kalamazoo         | 3                          |                     |   |              |              |  |  |        |        |
|  | Wings de Kalamazoo         | 3                          | Rangers du Colorado | 2 |              |              |  |  |        |        |
|  |                            |                            | Rangers du Colorado | 2 |              |              |  |  |        |        |
|  |                            | Golden Eagles de Salt Lake | 4                   |   |              |              |  |  |        |        |
|  | Golden Eagles de Salt Lake | Golden Eagles de Salt Lake | 4                   | 4 |              |              |  |  |        |        |
|  | Golden Eagles de Salt Lake |                            |                     | 4 |              |              |  |  |        |        |
|  | Rivermen de Peoria         | 3                          |                     |   |              |              |  |  |        |        |
|  | Rivermen de Peoria         | 3                          |                     |   |              |              |  |  |        |        |

### Quart de finale
| Date     | Visiteur | Pointage | Receveur |
| -------- | -------- | -------- | -------- |
| 13 avril | Flint    | 0-5      | Muskegon |
| 16 avril | Muskegon | 3-7      | Flint    |
| 17 avril | Flint    | 3-2      | Muskegon |
| 20 avril | Muskegon | 3-7      | Flint    |
| 22 avril | Flint    | 3-6      | Muskegon |
| 23 avril | Muskegon | 0-9      | Flint    |

Les Spirits de Flint remportent la série 4 à 2.
| Date     | Visiteur   | Pointage | Receveur   |
| -------- | ---------- | -------- | ---------- |
| 13 avril | Saginaw    | 3-2 (P)  | Fort Wayne |
| 15 avril | Fort Wayne | 3-7      | Saginaw    |
| 16 avril | Saginaw    | 3-5      | Fort Wayne |
| 17 avril | Fort Wayne | 2-3      | Saginaw    |
| 20 avril | Saginaw    | 0-3      | Fort Wayne |
| 23 avril | Fort Wayne | 3-5      | Saginaw    |

Les Hawks de Saginaw remportent la série 4 à 2.
| Date     | Visiteur  | Pointage | Receveur  |
| -------- | --------- | -------- | --------- |
| 14 avril | Kalamazoo | 4-6      | Colorado  |
| 15 avril | Kalamazoo | 2-4      | Colorado  |
| 16 avril | Colorado  | 4-7      | Kalamazoo |
| 19 avril | Colorado  | 7-8 (P)  | Kalamazoo |
| 21 avril | Colorado  | 2-3      | Kalamazoo |
| 23 avril | Kalamazoo | 2-5      | Colorado  |
| 24 avril | Kalamazoo | 4-5 (P)  | Colorado  |

Les Rangers du Colorado remportent la série 4 à 3.
| Date     | Visiteur  | Pointage | Receveur  |
| -------- | --------- | -------- | --------- |
| 13 avril | Peoria    | 3-4      | Salt Lake |
| 15 avril | Peoria    | 1-5      | Salt Lake |
| 16 avril | Salt Lake | 2-5      | Peoria    |
| 18 avril | Salt Lake | 2-4      | Peoria    |
| 20 avril | Salt Lake | 2-3 (P)  | Peoria    |
| 22 avril | Peoria    | 2-7      | Salt Lake |
| 4 avril  | Peoria    | 6-9      | Salt Lake |

Les Golden Eagles de Salt Lake remportent la série 4 à 3.

### Demi-finales
| Date     | Visiteur | Pointage | Receveur |
| -------- | -------- | -------- | -------- |
| 29 avril | Flint    | 3-2 (P)  | Saginaw  |
| 1er mai  | Saginaw  | 2-5      | Flint    |
| 4 mai    | Flint    | 6-5 (P)  | Saginaw  |
| 6 mai    | Saginaw  | 3-6      | Flint    |

Les Spirits de Flint remportent la série 4 à 0.
| Date     | Visiteur  | Pointage | Receveur  |
| -------- | --------- | -------- | --------- |
| 29 avril | Salt Lake | 6-4      | Colorado  |
| 30 avril | Salt Lake | 2-3      | Colorado  |
| 3 mai    | Colorado  | 4-5 (P)  | Salt Lake |
| 5 mai    | Colorado  | 4-5      | Salt Lake |
| 6 mai    | Salt Lake | 2-4      | Colorado  |
| 7 mai    | Colorado  | 2-4      | Salt Lake |

Les Golden Eagles de Salt Lake remportent la série 4 à 2.

### Finale
| Date   | Visiteur  | Pointage | Receveur  |
| ------ | --------- | -------- | --------- |
| 11 mai | Salt Lake | 6-5      | Flint     |
| 13 mai | Salt Lake | 2-6      | Flint     |
| 14 mai | Flint     | 3-5      | Salt Lake |
| 17 mai | Flint     | 2-1      | Salt Lake |
| 20 mai | Flint     | 3-4 (P)  | Salt Lake |
| 22 mai | Salt Lake | 9-5      | Flint     |

Les Golden Eagles de Salt Lake remportent la série 4 à 2.

## Trophée remis
Par équipe
- Coupe Turner (champion des séries éliminatoires) : Golden Eagles de Salt Lake.
- Trophée Fred-A.-Huber (champion de la saison régulière) : Lumberjacks de Muskegon.

Individuel
- Trophée du commissaire (meilleur entraîneur) : Rick Dudley, Spirits de Flint.
- Trophée Leo-P.-Lamoureux (meilleur pointeur) : John Cullen, Spirits de Flint.
- Trophée James-Gatschene (MVP) : John Cullen, Spirits de Flint.
- Trophée Garry-F.-Longman (meilleur joueur recrue) : Ed Belfour, Hawks de Saginaw et John Cullen, Spirits de Flint.
- Trophée Ken-McKenzie (meilleur recrue américaine) : Dan Woodley, Spirits de Flint.
- Trophée des gouverneurs (meilleur défenseur) : Phil Bourque, Lumberjacks de Muskegon.
- Trophée James-Norris (gardien avec la plus faible moyenne de buts alloués) : Steve Guénette, Lumberjacks de Muskegon.